# Grégory Gadebois

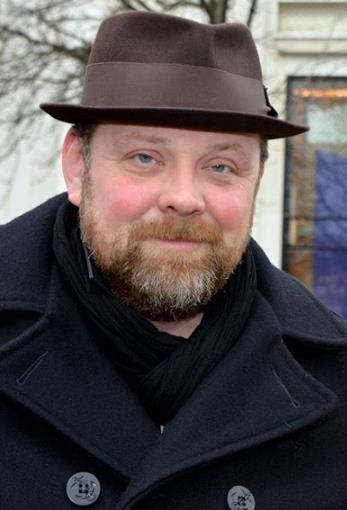
Grégory Gadebois 2014

Grégory Gadebois (* 24. Juli 1976 in Gruchet-le-Valasse, Département Seine-Maritime) ist ein französischer Schauspieler.

## Leben
Gadebois besuchte zunächst Ende der 1990er-Jahre das Conservatoire de Rouen und war anschließend von 2000 bis 2003 Schüler in den Schauspielklassen von Catherine Hiegel und Dominique Valadié am Conservatoire national supérieur d’art dramatique, das er mit dem Diplom abschloss.
Nach seiner Ausbildung spielte Gadebois zunächst Theater und war in Stücken wie Foi, Amour, Espérance – 2003 an Théâtre du Peuple in Bussang und 2004 am Théâtre de Sartrouville et des Yvelines sowie am Théâtre national de la Colline – und Les Fables (2004) an der Comédie-Française zu sehen. Er wurde im Februar 2006 Mitglied der Comédie-Française, das er bis 2011 blieb. Zu seinen bedeutendsten Rollen gehörte 2006 Cyrano de Bergerac in einer Inszenierung von Denis Podalydès.
Gadebois hatte bereits 2002 im Kinofilm Le chignon d’Olga erstmals eine kleine Rolle übernommen. Er war in Film und Fernsehen zunächst auf Nebenrollen festgelegt. In Alix Delaportes Angèle und Tony übernahm Gadebois 2010 zum ersten Mal eine Hauptrolle. Für seine Darstellung des Fischers Tony gewann Gadebois 2012 den César als Bester Nachwuchsdarsteller. Für seine Rolle in Meine Seele für deine Freiheit (2013) wurde er 2014 erstmals für einen César als Bester Hauptdarsteller nominiert. Eine weitere Césarnominierung, diesmals als Bester Nebendarsteller, folgte 2020 für seine Darstellung des Henry in Roman Polańskis Intrige, einer Verfilmung der Dreyfus-Affäre.

## Filmografie (Auswahl)
- 2002: Le chignon d’Olga
- 2004: La blessure
- 2005: Die drei Musketiere (D’Artagnan et les trois mousquetaires)
- 2005: Les yeux clairs
- 2005: Un truc dans le genre
- 2005: Les âmes grises
- 2006: L’école pour tous
- 2007: Fred Vargas – Fliehe weit und schnell (Pars vite et reviens tard)
- 2007: Très bien, merci
- 2007: Kapitän Ahab (Capitaine Achab)
- 2007: Le dernier gang
- 2008: MR 73 – Bis dass der Tod dich erlöst (MR 73)
- 2008: Vor dem Morgengrauen (La Frontière de l’aube)
- 2008: Go Fast
- 2008: Musée haut, musée bas
- 2009: Un Village Français – Überleben unter deutscher Besatzung (Un Village Français, Fernsehserie, 1 Folge)
- 2010: Gainsbourg – Der Mann, der die Frauen liebte (Gainsbourg (Vie héroïque))
- 2010: Une exécution ordinaire
- 2010: Angèle und Tony (Angèle et Tony)
- 2011: La ligne droite
- 2011: Tod nach Ritual (Rituels meurtriers) (TV)
- 2011: Der Börsenhai (Rapace) (TV)
- 2011: Die geheimnisvolle Fremde (La femme du Vème)
- 2011: L’accordeur (Kurzfilm)
- 2012: Leb wohl, meine Königin! (Les adieux à la reine)
- 2012: À moi seule
- 2012: Augustine
- 2012: Je me suis fait tout petit
- 2012: Goodbye Morocco
- 2012–2015: The Returned (Les revenants, Fernsehserie)
- 2013: Happy Metal – All We Need Is Love! (Pop Redemption)
- 2013: Le prochain film
- 2013: Meine Seele für deine Freiheit (Mon âme par toi guérie)
- 2014: Blumen für Algernon (Des fleurs pour Algernon)
- 2016: The Jews
- 2016: Eine Nacht in Paris (Ouvert la nuit)
- 2017: Le redoutable
- 2017: Marvin (Marvin ou la belle éducation)
- 2017: Espèces menacées
- 2018: Ein Dorf zieht blank (Normandie nue)
- 2018: In sicheren Händen (Pupille)
- 2019: Le jeu – Nichts zu verbergen (Le jeu)
- 2018: Raoul Taburin
- 2018: Pauvre Georges!
- 2019: Intrige (J’accuse)
- 2019: Pile poil (Kurzfilm)
- 2020: Bis an die Grenze (Police)
- 2021: Alles ist gut gegangen (Tout s’est bien passé)
- 2021: À la Carte! – Freiheit geht durch den Magen (Délicieux)
- 2021: Warten auf Bojangles (En attendant Bojangles)
- 2022: Final Cut of the Dead (Coupez!)
- 2022: Maria träumt – Oder: Die Kunst des Neuanfangs (Maria rêve)
- 2022: Die Gewerkschafterin (La Syndicaliste)
- 2023: Ein Glücksfall (Coup de chance)
- 2023 Die einfachen Dinge (Les choses simples)
- 2024: Le fils
- 2024: Das kostbarste aller Güter (La plus précieuse des marchandises, nur Stimme)
- 2024: Louise und die Schule der Freiheit (Louise Violet)

## Auszeichnungen
- 2012: César, Bester Nachwuchsdarsteller, für Angèle und Tony
- 2012: Nominierung Prix Lumières, Bester Nachwuchsdarsteller, für Angèle und Tony
- 2014: César-Nominierung, Bester Hauptdarsteller, für Mon âme par toi guérie
- 2020: César-Nominierung, Bester Nebendarsteller, für Intrige